# Radioekologija
Radioekologija je področje ekologije. Ukvarja se z vplivom radioaktivnih snovi in radioaktivnega sevanja na okolje. Raziskuje posledice radioaktivnega sevanja pri osebkih, populacijah, biocenozah in ekosistemih. Raziskuje na primer kopičenje radioaktivnih izotopov v zaporednih členih prehranjevalne verige.